# Бугаївська сільська рада (Радивилівський район)
Буга́ївська сільська́ ра́да — орган місцевого самоврядування в Радивилівському районі Рівненської області. Адміністративний центр — село Бугаївка.

## Загальні відомості
- Бугаївська сільська рада утворена в 1944 році.
- Територія ради: 46,441 км²
- Населення ради: 2 580 осіб (станом на 2001 рік)

## Розташування
Територія, яка підпорядковується Бугаївській сільській раді, межує з територіями Радивилівської і Крупецької об'єднаних територіальних громад, Сестрятинською сільською радою Радивилівського району і Бродівським районом Львівської області.

## Населені пункти
Сільській раді підпорядковані населені пункти:
- с. Бугаївка
- с. Балки
- с. Лев'ятин
- с. Опарипси

## Склад ради
Рада складається з 18 депутатів та голови.
- Голова ради: Креселюк Валентин Андрійович
- Секретар ради: Пукас Лариса Олександрівна

### Керівний склад попередніх скликань
| Прізвище, ім'я, по батькові        | Основні відомості                                                                                              | Дата обрання | Дата звільнення |
| ---------------------------------- | --- | ------------ | --------------- |
| Францішкевич Ярослав Олександрович | Сільський голова, 1959 року народження, член Народного Руху України                                            | 26.03.2006   | 31.10.2010      |
| Креселюк Валентин Андрійович       | Сільський голова, 1966 року народження, освіта незакінчена вища, член Всеукраїнського об'єднання «Батьківщина» | 31.10.2010   |                 |

Примітка: таблиця складена за даними сайту Верховної Ради України